# Västmanland (kraina)
Västmanland – prowincja historyczna (landskap) w Szwecji, położona w Svealand. Västmanland od południa graniczy z Södermanland i Närke, od zachodu z Värmland, od północy z Dalarna i Gästrikland oraz od wschodu z Uppland.